# Весешть
Весешть, Весешті (рум. Văsești) — село у повіті Алба в Румунії. Входить до складу комуни Відра.
Село розташоване на відстані 329 км на північний захід від Бухареста, 61 км на північний захід від Алба-Юлії, 69 км на південний захід від Клуж-Напоки, 146 км на північний схід від Тімішоари.

## Населення
За даними перепису населення 2002 року у селі проживали 42 особи, усі — румуни. Усі жителі села рідною мовою назвали румунську.